# Romano Fanali
Romano Fanali (Livorno, 29 luglio 1942 – Livorno, 10 agosto 2022) è stato un pugile italiano, tre volte campione italiano dei pesi superleggeri (1968-1976) e due volte sfidante al titolo europeo.

## Biografia

### Carriera da dilettante
Fanali si formò alla scuola del pugilato livornese che aveva già dato campioni come Franco Nenci (medaglia d'argento alle Olimpiadi di Melbourne 1956), Mario Sitri, Franco Brondi e, insieme a lui, Remo Golfarini . Nel 1963 si distinse giungendo in finale per il titolo italiano dilettanti dei pesi leggeri a Pesaro contro Bruno Melissano.

### Carriera da professionista
Passato al professionismo nei superleggeri, il 12 maggio 1967 giunse imbattuto dopo 19 match a combattere contro il marchigiano Massimo Consolati, già ostico avversario di Bruno Arcari. Il livornese la spuntò di stretta misura ai punti. 
Riuscì a indossare per la prima volta la cintura di Campione italiano il 9 agosto 1968, battendo il tarantino Bruno De Pace. Il 29 gennaio 1969, mantenne il titolo di Campione d'Italia contro Massimo Consolati grazie a un ininfluente pari.
Poi accettò la sfida di Ermanno Fasoli e lo batté sul ring di casa per ferita al settimo round il 14 maggio 1969. Il 17 settembre successivo, nella rivincita con Fasoli allestita sul ring di Cecina, perse per la prima volta la cintura di campione d'Italia per verdetto ai punti. Nel terzo incontro con Fasoli non riuscì a riconquistare il titolo italiano ancora ai punti.
Il 27 dicembre 1970 a Lione contro René Roque, già vincitore nientemeno che su Sandro Lopopolo, perse ai punti la sua prima chance di conquistare il titolo europeo.
Seguì un doppio match con Piero Cerù, che aveva spodestato Fasoli dal trono di Campione d'Italia dei superleggeri, in entrambi a casi a Carrara. Il primo incontro se lo aggiudicò Cerù, il 30 luglio 1971, infliggendo a Fanali l'unica sconfitta prima del limite della carriera, per ferita al settimo round. Nella rivincita, combattuta il 12 agosto 1972, tuttavia, prevalse Fanali per Knock-out tecnico al quinto round riconquistando nuovamente il titolo di Campione nazionale.
Dopo aver difeso la cintura contro Tommaso Marocco, Fanali batté Bruno Melissano l'11 maggio del 1973 a Livorno, vendicandosi della sconfitta subita da dilettante e inducendolo al ritiro. Il 20 giugno dello stesso anno, a Caorle, tuttavia, perse ai punti il terzo incontro con Piero Cerù che gli strappò nuovamente il titolo italiano dei superleggeri.
Il 18 giugno 1975, a Barcellona, Romano Fanali sfiorò il titolo europeo, lottando per 15 round contro il campione spagnolo José Ramon Gomez Fouz che aveva tutto il pubblico dalla sua parte. Dopo nemmeno sessanta giorni, però, Fanali conquistò per la terza volta il titolo italiano battendo a Livorno il friulano Bruno Freschi per ferita alla sesta ripresa.
Il terzo regno di Fanali, tuttavia, durò solo cinque mesi, perché alla prima difesa dovette cedere il titolo a Primo Bandini, sul ring di Forlì. 
Fanali si ritirò dal ring nel marzo del 1976, a 34 anni, dopo aver perso ai punti a Oslo contro l'ex campione d'Europa dei pesi superpiuma Svein Erik Paulsen ma senza mai esser finito KO in 62 match disputati in carriera. Dopo il ritiro continuò a espletare il proprio servizio presso il Corpo di polizia municipale di Livorno, sino al pensionamento.